# جاسم بن حمد بن عبد الله آل ثاني
جاسم بن حمد بن عبد الله آل ثاني (1921 - يوليو 1976) أول وزير معارف في قطر.
الشيخ جاسم بن حمد آل ثاني هو الابن الأكبر للحاكم الأسبق، الشيخ حمد بن عبد الله، والشقيق الأكبر للشيخ خليفة بن حمد آل ثاني.
في مطلع العام 57/1958م تم إنشاء «وزارة للمعارف» كأول وزارة في تاريخ البلاد، وعُيّن الشيخ جاسم بن حمد آل ثاني كأول وزير المعارف.
يعتبر الشيخ جاسم بن حمد ال ثاني أبو التعليم والثقافة في قطر، قام بدور كبير في نشر العلم والثقافة.
- - في سنة 1957م انشئت في دولة قطر أول وزارة رسمية حكومية اخذت مسمى وزارت المعارف فتولى رئاستها، حيث بداء بتغير المجتمع القطري من الناحية العلمية والعملية والأدبية والثقافية والرياضية، فأنشأ المدارس والمعاهد والاتحادات والاندية الاهلية ومراكز التدريب المهني، وكان مصرا ومطالبا الحكومة دائما برفع ميزنية وزارته حتى تضاعفت ست مرات بعهده، كما قام برحلات شبه دائمة لاحضار أفضل المعلمين المتخصصين ذوي الخبرة والكفاءة، من بلاد الشام ومصر ونجد والعراق وبعض دول الجوار، وبعد توسيع ادارته غير مسماها لتصبح وزارة التربية والتعليم ورعاية الشباب، وبعتبر الشيخ جاسم مؤسس التعليم والرياضة والثقافة في دولة قطر.

## جوانب من حياتة الشخصية
كان مهتماً بالأناقة في ملبسه ومكتبه وباقي شؤون حياته. وارتبط حبه للسلاح وبرحلات القنص، واشتهر كصياد ماهر لحيوان المها النادر.
هو أول من حافظ على حيوان الوضيحي أو المها قبل جمعيات المحافظة على الحيوانات كلها.
كان محبا للاسفار، مولعأ بها وطاف حول العالم عدة مرات وزار جميع البلاد العربية والأوروبية..
لقد كان من الداعمين والأصدقاء للثورة الفلسطينية رعى جميع احتفالاتها في قطر وحضر جميع مناسباتها الوطنية وانفق عليها من ماله الخاص. 
- - هذا وعرف الشيخ جاسم بشخصيته القوية القيادية، وكرمه والتزمه الديني والأخلاقي. وفي سنة 1994 م، صدر قرر من لجنة تسمية الشوارع القطرية، التابعة لديوان الاميري، بأطلاق اسمه على أحد شوارع الدوحة الرئيسية، تحت مسمى شارع جاسم بن حمد، وذلك تكريما لمجهوداته الثقافية، والتربوية، والتعليمية. هذا وفي سنة 2005 م، اطلقت وزارة التربية والتعليم، اسمه على أهم مدارسها الثانوية للبنين، بمنطقة المرخية في العاصمة القطرية الدوحة.

انتقل الشيخ جاسم بن حمد ال ثاني إلى جوار ربه في يوليو عام 1976 في أمريكا.

### أنجاله
حمد بن جاسم بن حمد ال ثاني، مقيم في قطر له عدة أولاد هم جاسم وخليفة وخالد وسلطان وعبد الرحمن
عبد العزيز بن جاسم بن حمد آل ثاني، مقيم في قطر له ولدان هما جاسم وفيصل
الشيخة روضة بنت جاسم بن حمد ال ثاني، حرم الشيخ سعود بن عبد العزيز بن حمد آل ثاني
الشيخة لولوه بنت جاسم بن حمد ال ثاني، حرم الشيخ عبد العزيز بن خليفة بن حمد آل ثاني
الشيخة نوره بنت جاسم بن حمد ال ثاني، حرم الشيخ عبد العزيز بن خليفة بن علي آل ثاني
الشيخة مريم بنت جاسم بن حمد ال ثاني
الشيخة عائشه بنت جاسم بن حمد ال ثاني حرم الشيخ فهد بن علي بن عبد الله ال ثاني
عبد الله بن جاسم بن حمد ال ثاني، مقيم في قطر له عدة أولاد هم جاسم ومحمد وحمـد وخليفة
فهد بن جاسم بن حمد آل ثاني، مقيم في قطر له عدة أولاد هم جاسم وناصر وأحمـد
الشيخة شيخه بنت جاسم بن حمد ال ثاني
الشيخة مها بنت جاسم بن حمد ال ثاني، حرم الشيخ محمد بن خليفة بن حمد آل ثاني
- - كتاب أبناء الشرق - صفحة 251 - 252 - الدكتور إبراهيم عبد الكريم كريدية - مكتبة نوفل بيروت - لبنان - الطبعة الأولى.